# گره (هنر)

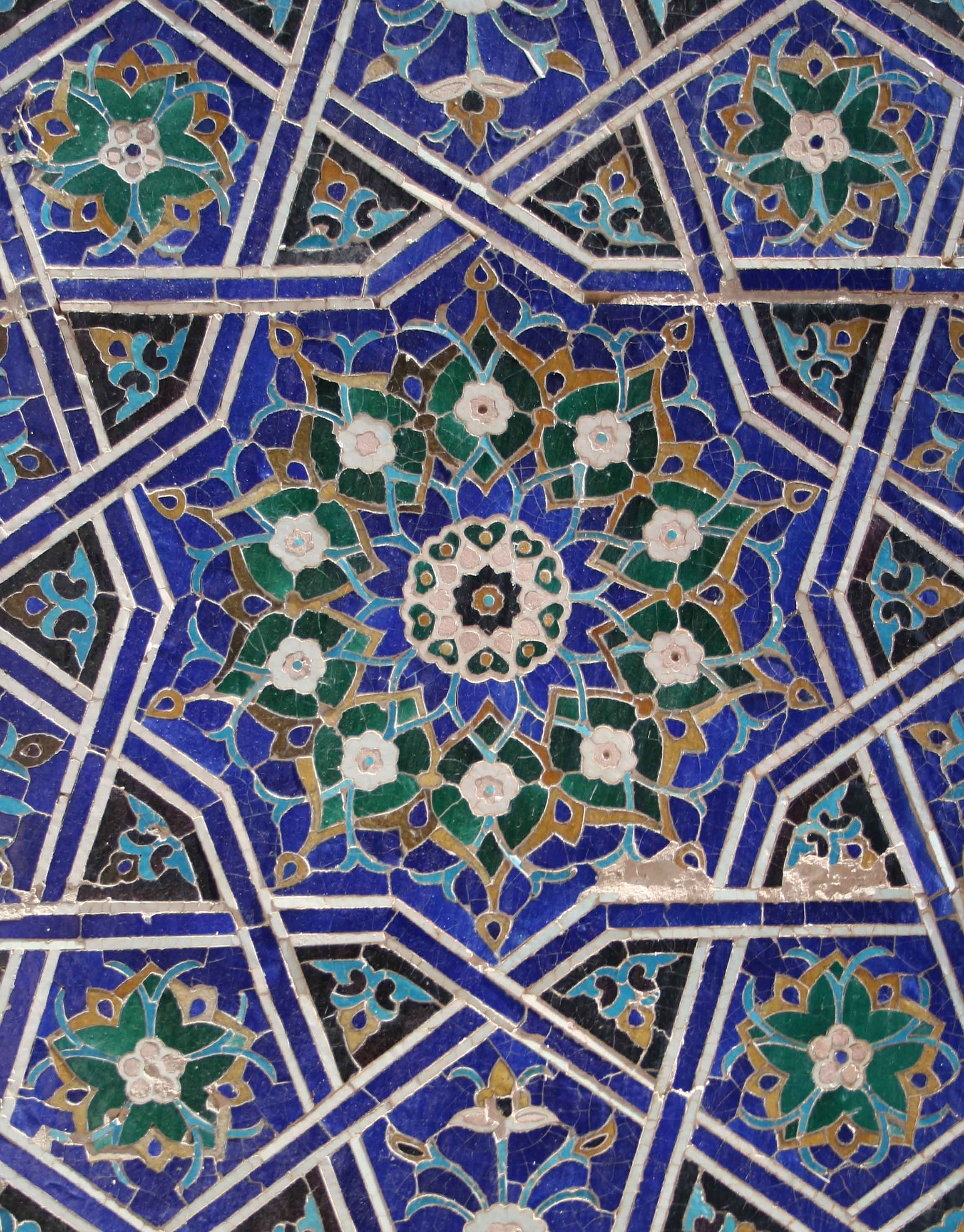
الگوی گره با دکوراسیون گلدار تزئینی از شاهزاده در سمرقند، ازبکستان

در هنر ایرانی گره یک هندسه تزئینی ایرانی است که در معماری و اشیاء صنایع دستی استفاده می‌شود و شامل خطوط زاویه ای است که الگوی تزیینی متقابل را تشکیل می‌دهند.
اعتقاد بر این است که گره الهام گرفته از الگوهای سوریه رومی در قرن دوم پیش از میلاد است. اولین گره از حدود ۱۰۰۰ سال قبل از میلاد آغاز می‌شود و هنر تا قرن ۱۵ میلادی شکوفا شد. الگوهای گره را می‌توان با روش‌های مختلفی از جمله پرگار  و خط کش غیر مدرج ایجاد کرد. ساخت یک شبکه چند ضلعی؛ و استفاده از مجموعه ای از کاشی‌های گره با خطوط متقاطع کشیده شده بر روی آنها: خطوط الگو را تشکیل می‌دهند.  تکرار واحدهای مربع یا مستطیل از الگوهای شناخته شده می‌تواند به عنوان قالب کپی شود و کتاب‌های الگوی تاریخی برای این منظور در نظر گرفته شده‌اند(؟).
طومار طوپقاپی قرن پانزدهم به صراحت  الگوهای گره همراه با تسلیشن مورد استفاده برای ایجاد آنها را نشان می‌دهد. مجموعه ای از کاشی‌هایی که از شکل دندانه دار و کایت استفاده می‌شود می‌تواند برای ایجاد تیراندازهای پنرز تسلیشن (؟) aperiodic استفاده شود، گرچه شواهدی وجود ندارد که چنین مجموعه ای در دوران قرون وسطی مورد استفاده قرار گیرد. الگوهای گره برای تزئین مواد متنوع از جمله صفحه نمایش سنگ، مانند فاتح پور سیکری استفاده شده‌است؛ گچ کاری، مانند مساجد و مدرسه‌ها مانند خونات خاتون، قیصریه؛ فلز، مانند مسجد سلطان حسن، قاهره؛ و در چوب، مانند مسجد بزرگ کوردوبا.

## تاریخ

### ریشه‌ها

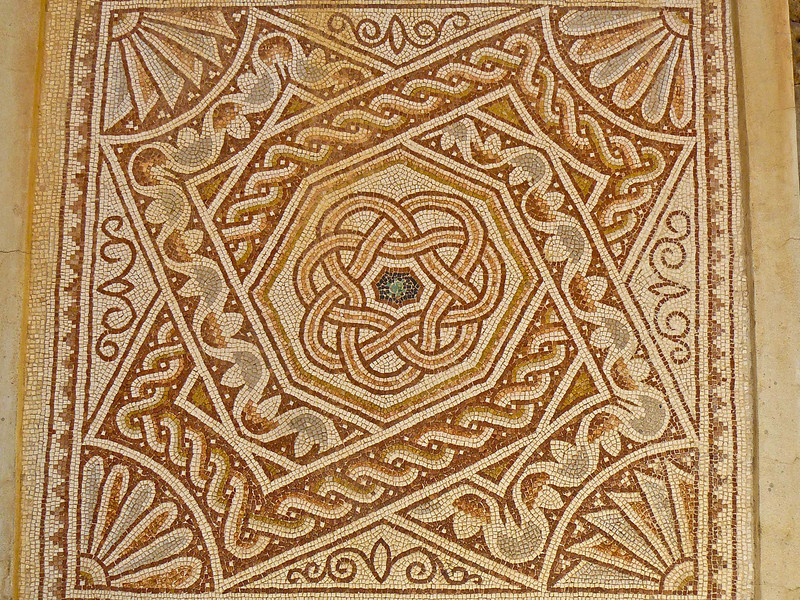
موزاییک روم دوم در بصری با الگوهای گره منحنی

به نظر می‌رسد که سبک گره تزئین شده توسط الگوهای گره رومی سوریه الهام گرفته شده‌است. این‌ها دارای پیچ و مهره پیچ خورده منحنی با تقارن سه چرخشی بود. مسجد امویان (۷۰۹–۷۱۵) در دمشق سوریه دارای صفحه نمایش پنجره ای از زنجیرهای وارونه شده در ستون‌های شش نقطه ای است. نمونه‌های اولیه از الگوهای هندسی هندسی ساخته شده از خطوط خط راست را می‌توان در معماری دروازه باقی مانده از کاروانسراهای ریبات مالک، ازبکستان، ساخته شده در سال ۱۰۷۸ دیده می‌شود. استفاده وحشی از گره در معماری باید به ارتباط نزدیک بین معماری اسلامی، هندسه و هنر و صنعت مزتبط دانست. معماری در حوزه هندسه عملی در دوره اولیه اسلامی طبقه‌بندی شد و پروژه‌های ساختمانی همواره توسط یک مهندس کار می‌شد. علاوه بر این، هیچ مرز مشخصی بین علم و هنر وجود نداشت؛ بنابراین، صنعتگران معمولاً به‌طور مستقیم به اصول و رهنمودهای ریاضیدانان پی برده‌اند.

### اشکال اولیه اسلامی
اولین فرم گریح در یک کتاب در قدم اول یک نسخه از قرآن از سال ۱۰۰۰ دیده می‌شود که در بغداد یافت می‌شود. با زوایای هشت ضلعی و خوشنویسی تالول روشن شده است.
در چوب، یکی از اولین نمونه‌های بازمانده از هنر هندسی اسلامی قرن سیزدهم میلادی است منبر از مسجد ابن طولون در قاهره. الگوهای گریش را می‌توان در دو چوب مختلف بوجود آورد. در یک، مشبک چوبی با چند ضلعی و ستاره ایجاد می‌شود؛ سوراخ‌ها می‌توانند به عنوان آنها باقی بمانند یا با برخی از مواد پر شوند. در دیگر، به نام ژرین چینی پانل‌های کوچک چوبی از اشکال هندسی به صورت جداگانه ایجاد می‌شوند و برای ایجاد یک طرح جدی طراحی شده‌اند.
در قرن دهم یک بررسی سیستماتیک از الگوهای هندسی توسط ریاضیدان و ریاضیدان ایرانی ابوالفضل بوزیانی در مجلس ویزود انجام شد. او در رساله خود یک کتاب در این ساختارهای هندسی که لازم برای یک هنرمند، او توضیح داد که ساختار هندسی و نشان می‌دهد روش‌های رسم چند ضلعی در اشکال دیگر) عمدتاً محافل) برای صنعتگران و هنرمندان. این کتاب زمینه‌سازی برای طراحی گره را با توضیح دستورالعمل بنیادی برای ساخت الگوهای گره فراهم می‌کند.
اصطلاح گره در ترکیه برای الگوهای چند ضلعی بند در معماری در اوایل اواخر قرن ۱۵ استفاده شد. در همان دوره، هنرمندان کتاب‌های الگوی گره را مانند توپقاپی تدوین کردند.
در حالی که در قرن بیستم پیشینهای گوریه منحنی شکل دیده شد، الگوهای پیشین گره کاملاً قبل از قرن ۱۱ در ایران مشاهده نشد. این یک عنصر طراحی غالب در قرن‌های ۱۱ و ۱۲ بود، همان‌طور که در پانل‌های گچ کاری گچی با برج‌های خرکاخ (۱۰۶۷) در نزدیکی قزوین، ایران بود. دکوراسیون گیاه تلطیف شده گاهی اوقات با گریش هماهنگ شد.

پس از دوره صفویه، استفاده از گره در دوره سلجوقی و ایلخانی ادامه یافت. در قرن چهاردهم، گره عنصری جزئی در هنرهای تزئینی شد. در دوران تیموریان عمدتاً جایگزین الگوهای گیاهی شد، اما بعد از آن، در هنرهای تزئینی در آثار آسیای مرکزی همچنان مهم بود.

## ساخت و ساز

### قطب‌نما و لبه راست
گره شامل طرح‌های هندسی، اغلب از ستاره‌ها و چند ضلعی‌ها می‌باشد که می‌تواند به طرق مختلفی ساخته شود. الگوهای ستاره و چند ضلعی گر با تقارن ۵ و ۱۰ برابر چرخشی مشخص شده‌است که در اوایل قرن ۱۳ ساخته شده‌است. چنین چهره‌ها می‌تواند توسط قطب‌نما و راست کشیده شود. نخستین الگوهای گره با کپی الگو بر روی یک شبکه منظم ساخته شد. الگو با قطب‌نما و راست کشیده شد. امروز، صنعتگران با استفاده از تکنیک‌های سنتی، از یک جفت تقسیم‌کننده استفاده می‌کنند تا یک علامت برش روی ورق کاغذی که در خورشید قرار گرفته‌است را ترک کند تا شکننده باشد. خطوط راست با یک مداد و یک قاعده مستطیل مشخص می‌شوند.  alpha1  الگوهای گریی که به این شکل ساخته شده‌اند براساس تسلیت‌ها ساخته شده‌اند، هواپیما را با یک سلول واحد کاشته و بدون شکاف وجود ندارد. از آنجا که کاشی استفاده از عملیات ترجمه و چرخش را انجام می‌دهد، سلول‌های واحد نیاز به تقارن ۲، ۳، ۴ یا ۶ برابر چرخشی دارند.

### چند ضلعی در تماس است
ارنست هانبری هاکین یکی از دانش آموزان اولیه غرب از الگوهای اسلامی، «الگوی هندسی» را به عنوان یک الگوی شکل گرفته «با کمک خطوط ساخت و ساز که شامل چند ضلعی در تماس است» تعریف کرد. او مشاهده کرد که بسیاری از ترکیب‌های مختلف چند ضلعی را می‌توان تا زمانی که فضاهای باقی مانده بین چند ضلعی به‌طور منطقی متقارن استفاده شود. به عنوان مثال، شبکه ای از هشت خطوط در تماس با مربع (از همان طرف به عنوان اکتان) به عنوان فضاهای باقی مانده‌است. هر هشت ضلعی پایه ستاره ای ۸ ستاره است، همان‌طور که در آرامگاه اکبر، سیکندرا (۱۶۱۳–۱۶۰۵) دیده می‌شود. هنیکین "مهارت هنرمندان عربی را در کشف ترکیب مناسب چند ضلعی" در نظر گرفت … تقریباً حیرت‌انگیز است "

### کاشی‌های گرید
در قرن ۱۵ میلادی، برخی از الگوهای گریایی دیگر دوره ای نبودند و ممکن است با استفاده از کاشی‌های گره ساخته شوند. این روش بر اساس مجموعه ای از پنج کاشی با خطوط کشیده شده بر روی آنها است. هنگامی که برای کاشتن هواپیما بدون شکاف استفاده می‌شود، خطوط روی کاشی الگوی گریی را تشکیل می‌دهند. هنوز مشخص نشده‌است که کاشی‌های گره برای استفاده از دکوراسیون معماری به جای قطب‌نما و راست بندی استفاده شده بود، اما احتمالاً در آغاز قرن ۱۳ بود. با این حال، روش‌های تزئینات بسیار متنوع بود و ایده ای که یک روش برای همه آنها مورد استفاده قرار گرفت، مورد انتقاد قرار گرفته‌است.

### طراحی دو مرحله ای
الگوهای گریی در بنای درب امام که در سال ۱۴۵۳ در اصفهان ساخته شده بود دارای الگوی پیچیده‌ای بیش تر از آنچه قبلاً دیده می‌شد، بود. جزئیات الگوی نشان می‌دهد که کاشی‌های گلیه، به جای قطب‌نما و راست، برای تزئین حرم مورد استفاده قرار می‌گیرند. الگوها به نظر می‌رسد تابع متناوب در محدوده دیوار که در آن نمایش داده می‌شوند، الگوی مرتب تکرار نمی‌شوند؛ و آنها در دو مقیاس مختلف کشیده می‌شوند. یک الگوی بزرگ در هنگام مشاهده ساختمان از راه دور قابل تشخیص است و یک الگوی کوچکتر که بخش کوچکی از آن را تشکیل می‌دهد، می‌تواند از نزدیکتر دیده شود.
اگرچه شواهدی وجود دارد مبنی بر اینکه برخی گرایشهای گرییان باستان از یک قانون تقسیم‌بندی شده برای رسم الگوی دو سطح استفاده می‌کنند، هیچ نمونه تاریخی شناخته شده‌ای وجود ندارد که می‌توان آن را یک بار در زمان نامتناهی تکرار کرد. به عنوان مثال، الگوی مورد استفاده در حوضچه حرم امام خمینی (نگاه کنید به شکل) تنها از دایکون‌ها و گلدان‌ها تشکیل شده‌است، در حالی که قانون تقسیم‌بندی در کنار این دو شکل از کاشی‌های شش ضلعی بلند استفاده می‌کند؛ بنابراین، این طرح فاقد صمیمیت بین دو سطح است.

#### طول عمر
کاشی‌های دوره ای هواپیما، تکرار منظم یک «سلول واحد»، به شیوه تصویر زمینه، بدون شکاف است. چنین تلینیانس‌ها را می‌توان به عنوان یک کریستال دو بعدی دید، و به دلیل قضیه محدودیت‌های کریستالوگرافی، سلول واحد به تقارن چرخشی ۲، ۳، ۴، و ۶ برابر محدود می‌شود. به همین دلیل غیرممکن است که هواپیما را به‌طور منظم با یک شکل که دارای تقارن چرخشی پنج برابر است، مانند یک ستاره پنج نقطه ای یا یک دایکا، غیرممکن کند. الگوهایی با نظم ترجمه نهایی تقریباً ناسازگارانه می‌توانند تقارن چرخشی مانند شکل‌های پنتاگون یا پگاگونال را از نظر بلور متبلورانه ممنوع کنند. این تیلای شبه بلورین دارای اشکال با تقارن پنج برابر است که به صورت دوره ای تکرار می‌شود، بین شکل‌های دیگر که تکرار نمی‌شوند.

یک راه برای ایجاد الگوهای نیمه دوره ای ایجاد یک کاشی Penrose است. کاشی‌های گلیه را می‌توان به کاشی‌های Penrose به نام "dart" و "kite" تقسیم کرد، اما هیچ شواهدی وجود ندارد که این روش توسط کارگران قرون وسطی مورد استفاده قرار گیرد. راه دیگری برای ایجاد الگوهای دوره‌های سه‌ماهه، تقسیم کردن کاشی‌های گریه به کاشی‌های کوچکتر با استفاده از یک قانون تقسیم‌بندی است. در محدوده، هواپیما به کاشیهای گریه تقسیم می‌شود که با فرکانس‌هایی که آپریود هستند تکرار می‌شود. استفاده از چنین حکومتی تقسیم‌بندی به عنوان شواهدی که مسلمانان مسلمان قرن بیست و یکم آگاه بودند که کاشی‌های گلیه می‌توانند الگوهای پیچیده‌ای ایجاد کنند که هرگز دقیقاً خود را تکرار نمی‌کنند، خدمت می‌کنند. با این وجود، هیچ الگو شناخته شده‌ای با کاشی‌های گریه بیش از یک طراحی دو بعدی ندارد. هیچ نیاز عملیی برای الگوی گریش با بیش از دو سطح طراحی وجود نداشته‌است، زیرا سطح سوم، بیش از اندازه بزرگ یا خیلی کوچک است که بتوان آن را درک کرد. به نظر می‌رسد که هنرپیشه‌های قرون وسطی اسلامی از یک ابزار استفاده می‌کردند که توانایی ایجاد الگوهای پیچیده‌ای داشتند اما هرگز آن را متوجه نشدند. همان‌طور که E. Makovicky استدلال می‌کند،

#### طومار طوپقاپی
طومار طوپقاپی، از اواخر قرن پانزدهم، استفاده از کاشیهای گره را برای ایجاد الگوهای گره اسناد می‌کند. نقاشی در این کتاب الگوی خطوط گره را نشان می‌دهد که بر روی کاشی‌هایی که برای تولید الگوی استفاده می‌شود، به‌طور کامل آشکار می‌شود.

### قالب‌ها
هنگامی که یک الگوی تکرار ساخته شده‌است، صرف نظر از روش استفاده شده، این الگوی می‌تواند با کپی یک واحد تکرار از آن، مانند الگوی تصویر زمینه، به عنوان یک قالب مقاله. سپس الگوی می‌تواند به راحتی از طریق به سطح تزئین شود. شبکه طومار طوپقاپی ممکن است برای استفاده به عنوان الگوهایی مناسب باشد. Compendium ناشناس شامل مربع تکرار مربع برای بسیاری از الگوهای گره است. مجموعه مقالات علم و عملی مفید در هنرهای مکانیک بدیع‌الزمان جزری حاوی قالب‌های صریح برای اهداف خاص مانند درهای برنز ریخته گره است.

## گره در مواد متنوع

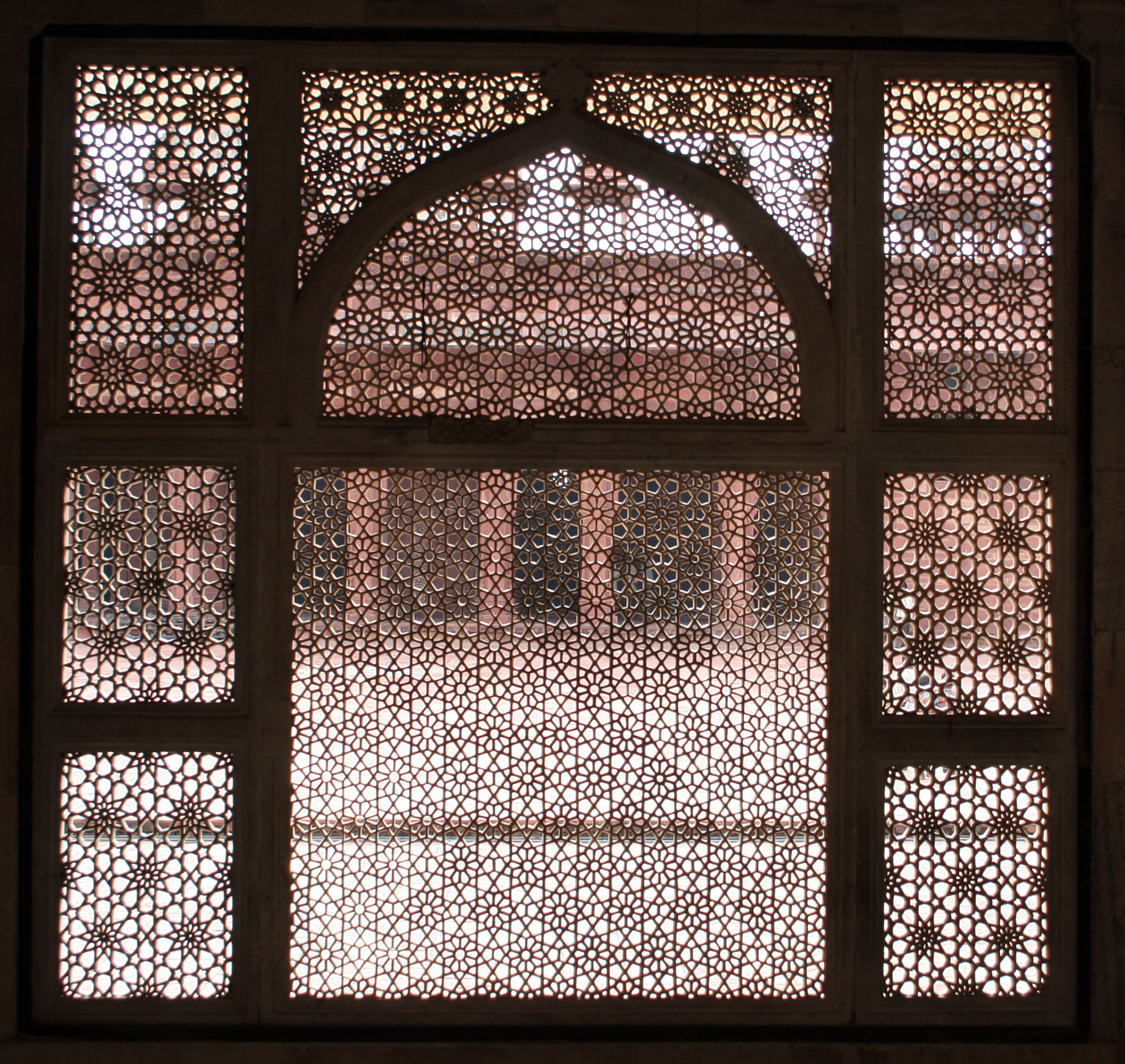
نمایش گیاهان سنگی در آرامگاه سلیم چیشتی ، Fatehpur Sikri ، قرن 16th
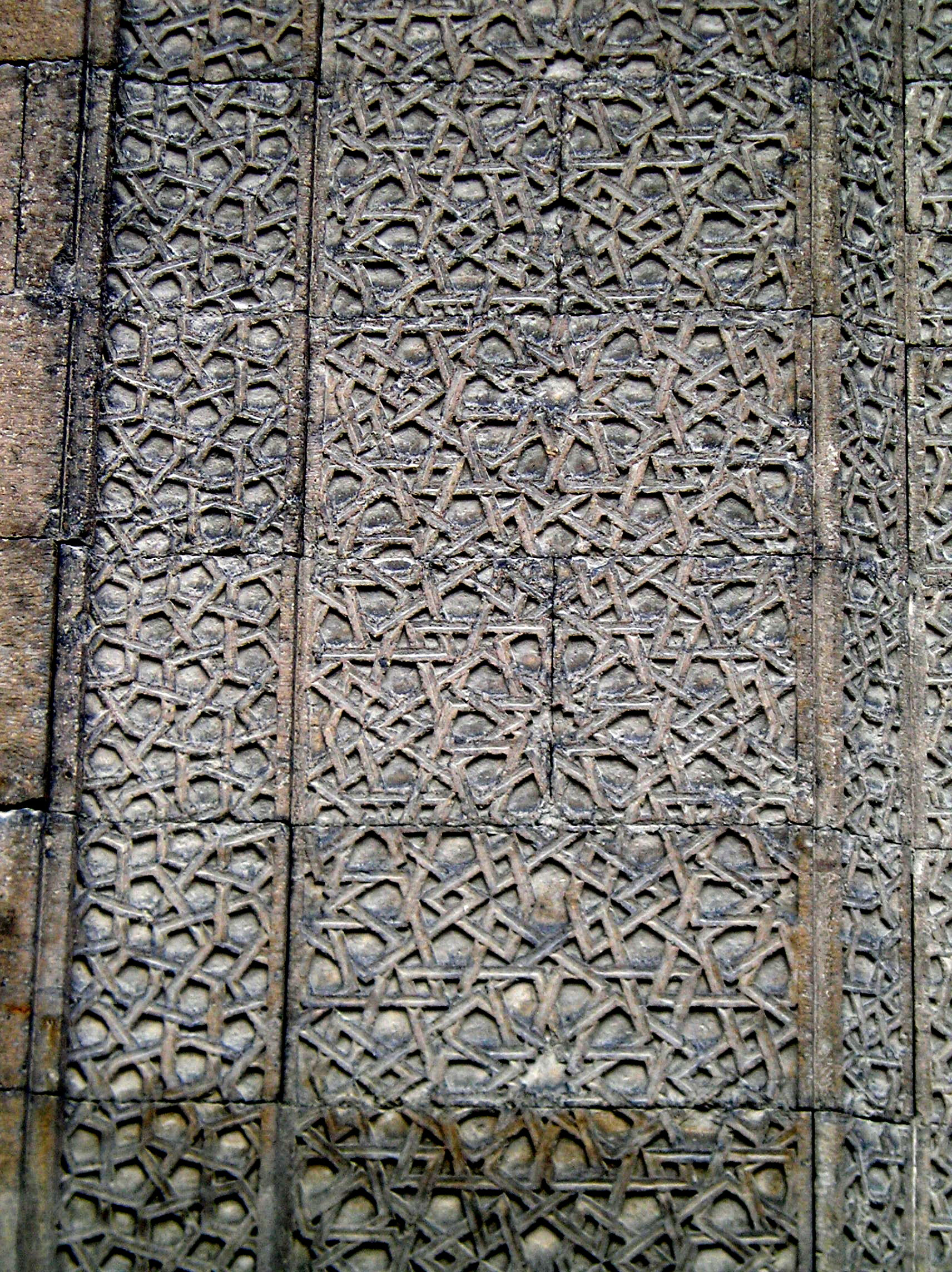
گریح در گچکاری از ایوان هونات هاتون مدرسا، کایسری
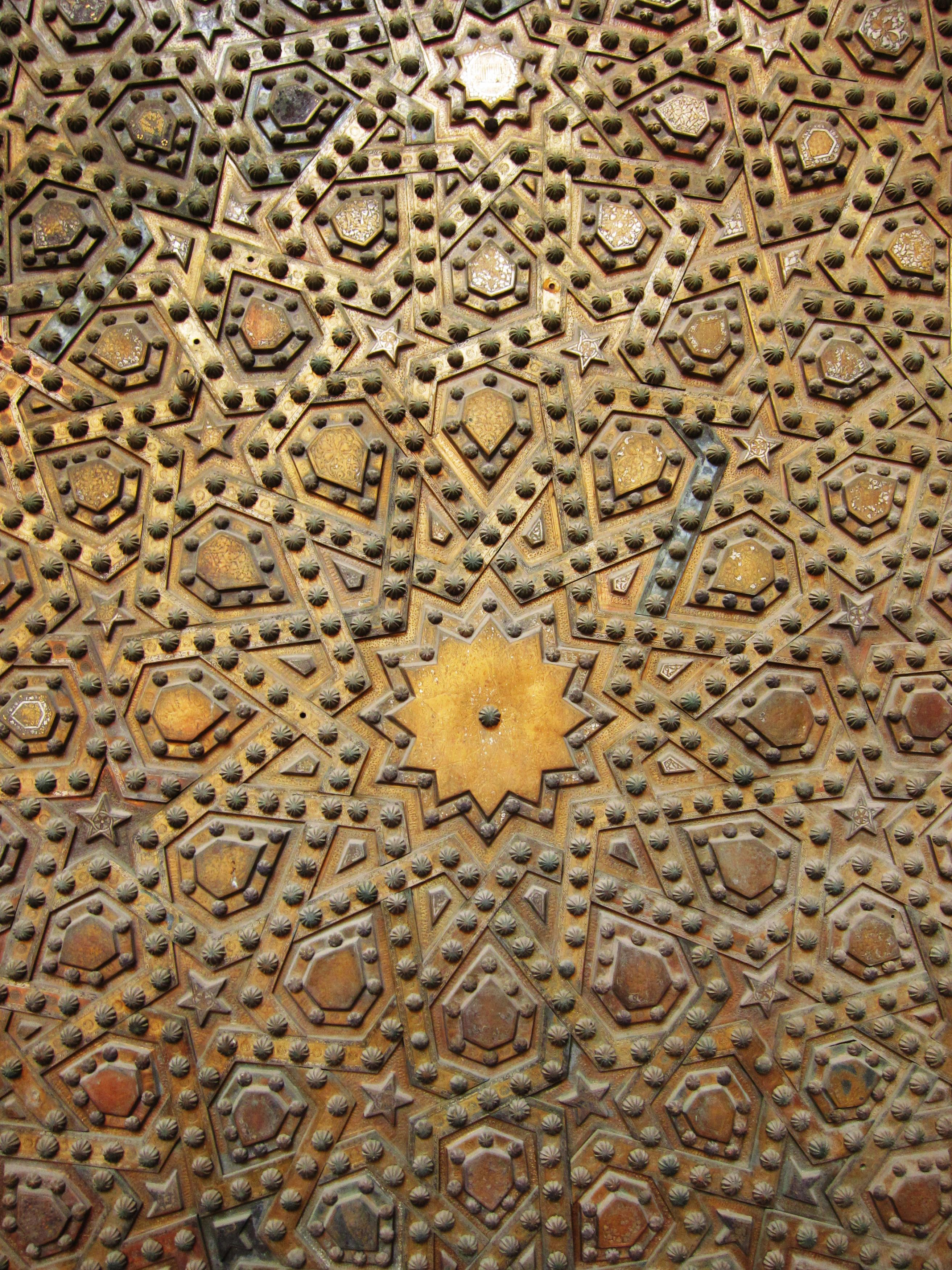
گریح در فلز: ستاره ۱۲ نقطه ای در دروازه مسجد سلطان حسن، قاهره
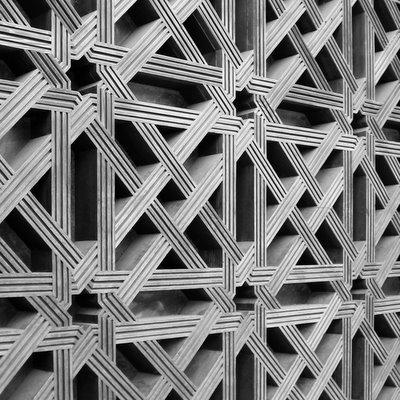
Girih در چوب: مشبک در مسجد بزرگ کوردوبا

## گره در سطوح مختلف

### گره در پنجره‌ها

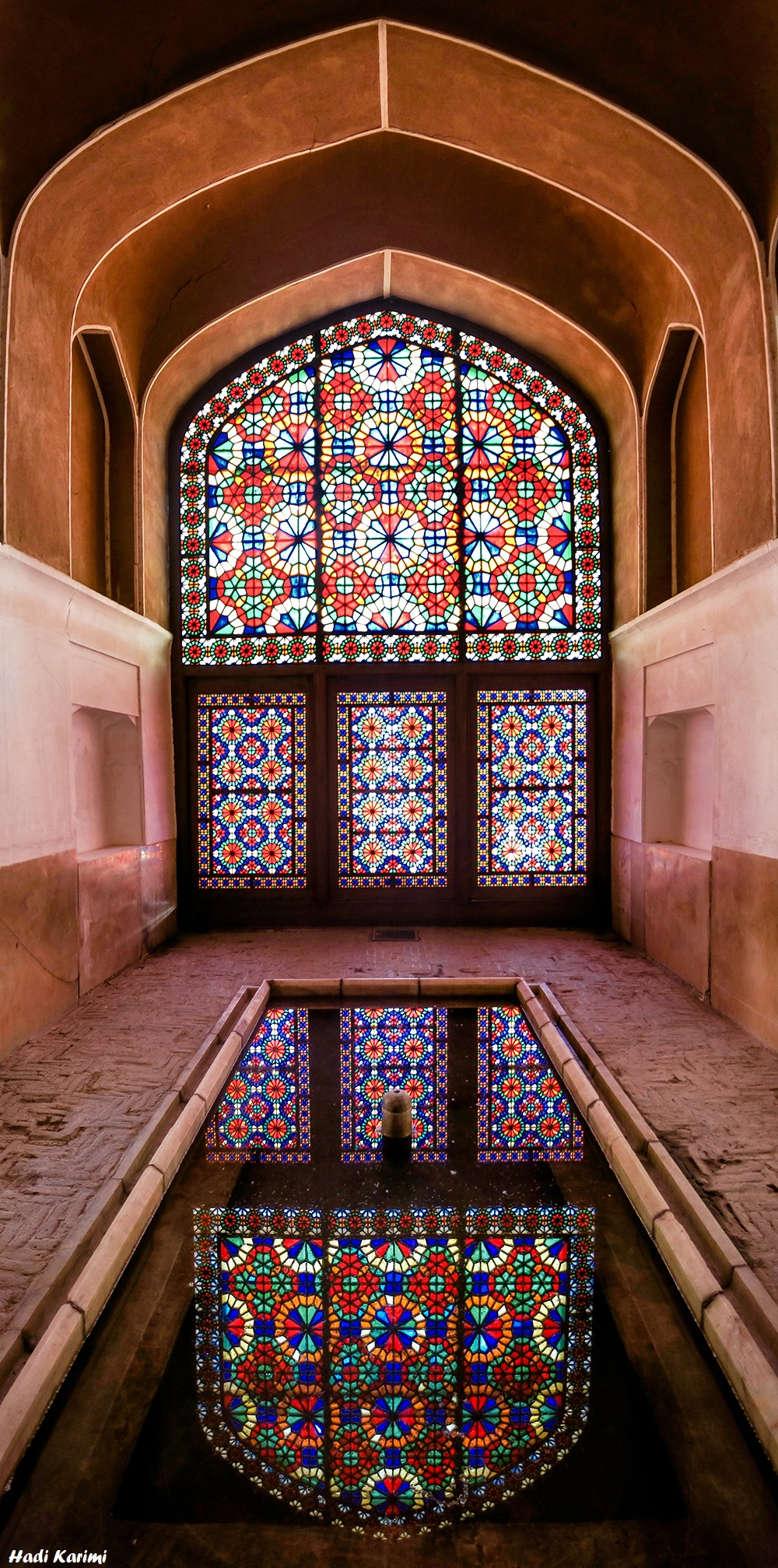
پنجره رنگارنگ باغ داود آباد

گره به‌طور گسترده‌ای در معماری استفاده شده‌است. الگوها در پنجره‌های هندسی ایرانی نیاز به معماری ایرانی برآورده می‌کنند، زیرا حرمت پنجره‌ها نشان دهنده وضعیت اجتماعی و اقتصادی مالک است. مثال خوبی است آزادی کولی، یک باغ داول آباد در ایران است. با استفاده از الگوهای گری در پنجره آن، معماران موفق به نشان دادن چندین لایه می‌شوند. لایه اول باغ واقعی است که مردم می‌توانند در هنگام بازشدن پنجره ببینند؛ و لایه دوم باغ مصنوعی است به عنوان الگوهای گریی در خارج از پنجره الگوی حک شده‌است و یک شیشه رنگارنگ زیر آن است که یک تصور زیبا از یک باغ زیبا را ایجاد می‌کند. لایه چند رنگ سبب ایجاد یک توده گل می‌شود. لایه مصنوعی انتزاعی است که یک تضاد واضحی با لایه واقعی خارج از پنجره ایجاد می‌کند و به فضای تخیلی مخاطب می‌دهد.

### گره در گنبد

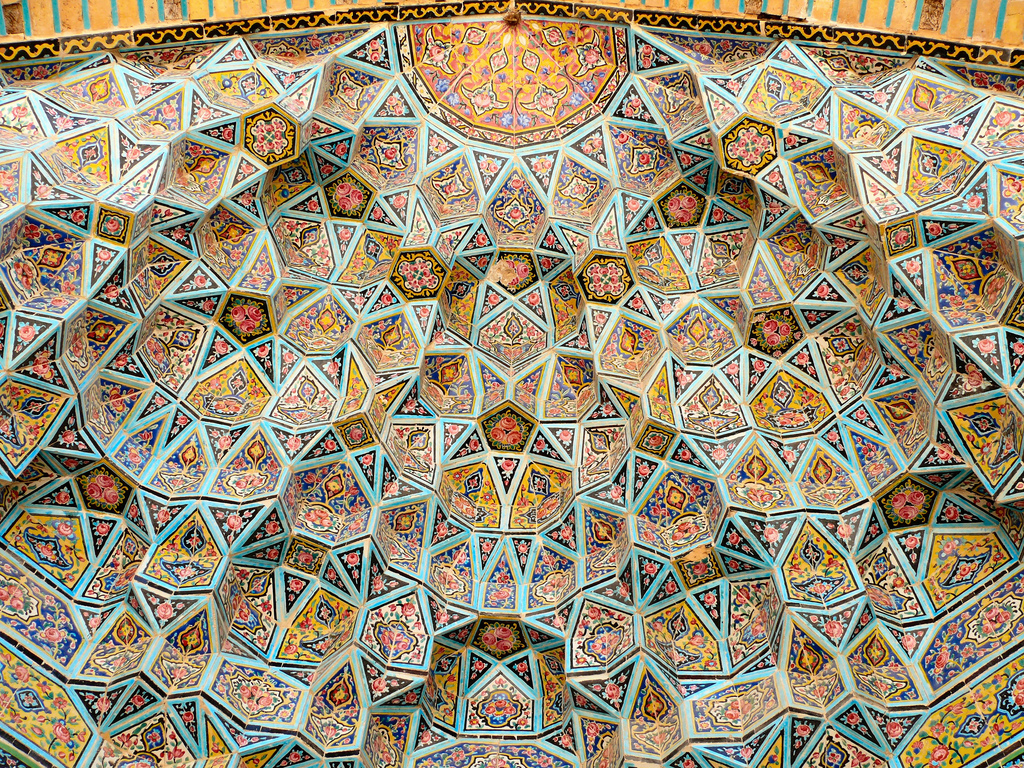
سقف مقرنس مسجد نصیرالملک

علاوه بر اینها، الگوهای گره در گنبد نیز بسیار محبوب هستند. با این حال، به دلیل شکل‌های منحنی گنبد، آنها نیاز به تکنیک‌های خاص دارند. یکی از مهم‌ترین تکنیک‌ها، روش «باغ و باغ» نامیده می‌شود. این روش به این معنی است که تعداد چند ضلعی ستاره ای که به الگوی اعمال شده‌اند بسیار وابسته به تغییر انحنای گنبد هستند. کاهش انحنای یک سطح گنبد منجر به کاهش تعداد نقاط در چند ضلعی ستاره می‌شود؛ بنابراین، شکل الگوی گریش به شدت به گنبد وابسته است. همان روش را می‌توان به سطوح دیگر، حتی سطح نامنظم اعمال کرد.

### گره روی دیوارها

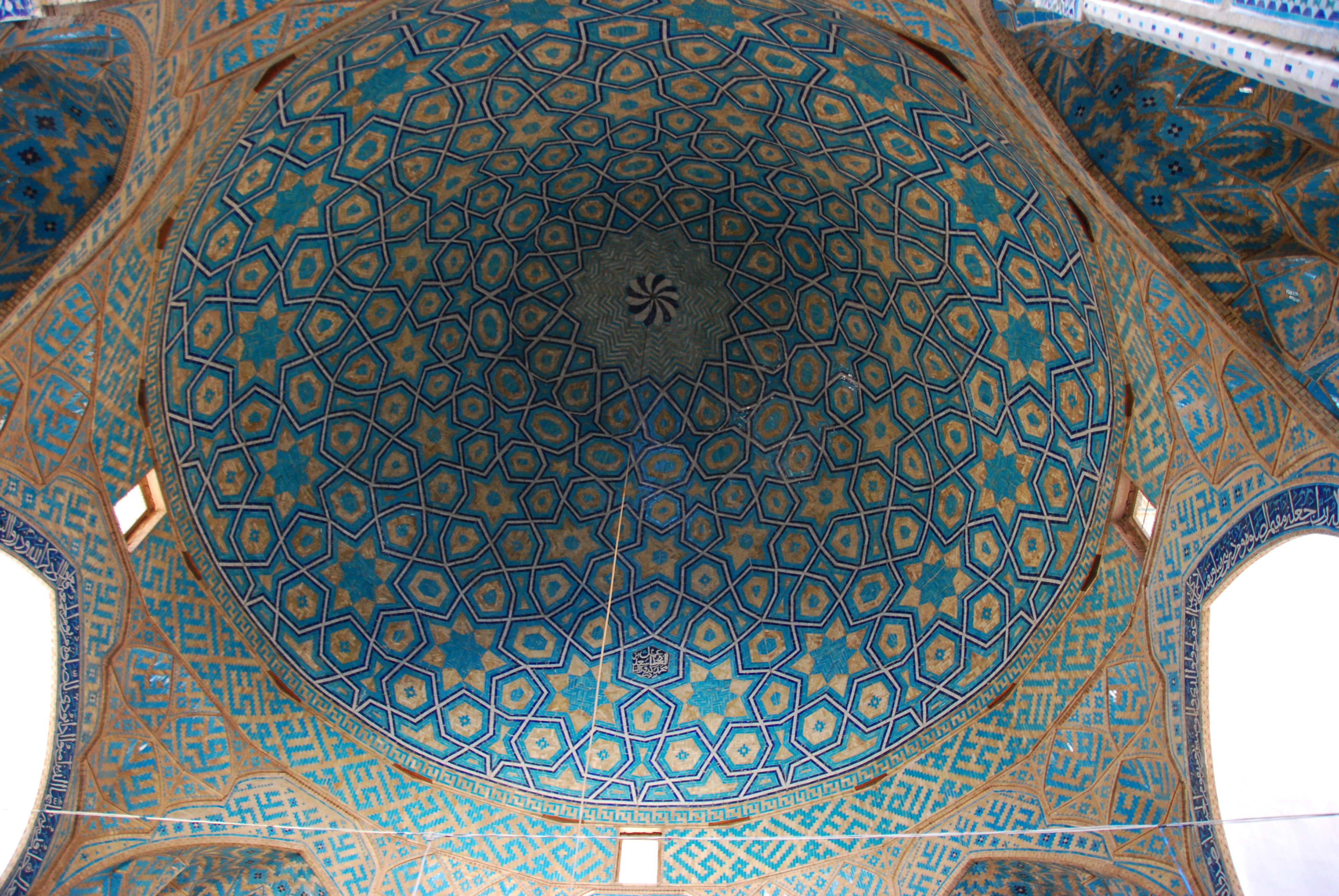
گنبد مسجد جامع یزد

الگوهای گره احتمالاً در سراسر دیوارهای برخی از معماری‌های اسلامی وجود دارد. خطوط تزئینی به یکدیگر متصل می‌شوند و یک شبکه پیوسته را در کل کاشی کاری تشکیل می‌دهند که لبه‌ها با هم ترکیب می‌شوند. علاوه بر این، الگوهای گریش در سطح متفاوت است، با شکل‌های هندسی متفاوت از جمله دایکون، شش گوش، bowties و رومبس. در میان تمام این الگوهای، یک روش خاص به اشتراک گذاشته شده‌است: «تحول خود خواص». نقشه‌برداری با استفاده از این آزادی برای از بین بردن تفاوت لبه این الگوهای و کاهش ناهماهنگی لبه به پایین‌ترین درجه تکمیل شده‌است. استفاده گسترده از گره برای دکوراسیون داخلی به اعتقاد اسلام مربوط می‌شود. الگوهای تکراری گریه توانایی گسترش در هر جهت دارند، بنابراین گریح ماهیت نامحدود دارد. این ویژگی شبیه اعتقاد مسلمان است که انسان، که معیار جهان نیست، هرگز نمی‌تواند «معنای بی‌نهایت جهان» که توسط خدای غیرقابل تعریف ایجاد شده‌است، را درک کند. الگوهای گره نیز از نظر بصری به بینندگان در پیشروی دید مونوکلورز به عنوان بیننده تغییر دیدگاه خود را با توجه به طرح‌های اساسی.

## یادداشت
1. ↑  Eric Broug's Islamic Geometric Patterns illustrates many such patterns, and (in the Appendix) gives detailed instructions for their construction using only compass and straightedge.[۱۶]
2. ↑  Eric Broug's Islamic Geometric Patterns illustrates many such patterns, and (in the Appendix) gives detailed instructions for their construction using only compass and straightedge.[۱۶]